# الگون نبی‌اف
الگون نبی‌اف (ترکی آذربایجانی: Elgun Nebiyev؛ زادهٔ ۴ ژانویهٔ ۱۹۹۶) بازیکن فوتبال است.